# Kahjah
Kahjah (persiska: کهجه) är en ort i Iran.   Den ligger i provinsen Khorasan, i den östra delen av landet, 800 km öster om huvudstaden Teheran. Kahjah ligger 1 340 meter över havet och antalet invånare är 672.
Terrängen runt Kahjah är kuperad västerut, men österut är den platt.Runt Kahjah är det ganska glesbefolkat, med 30 invånare per kvadratkilometer. Närmaste större samhälle är Mashhad Rīzeh, 11,3 km öster om Kahjah. Omgivningarna runt Kahjah är i huvudsak ett öppet busklandskap.